# هاکو ایچیو

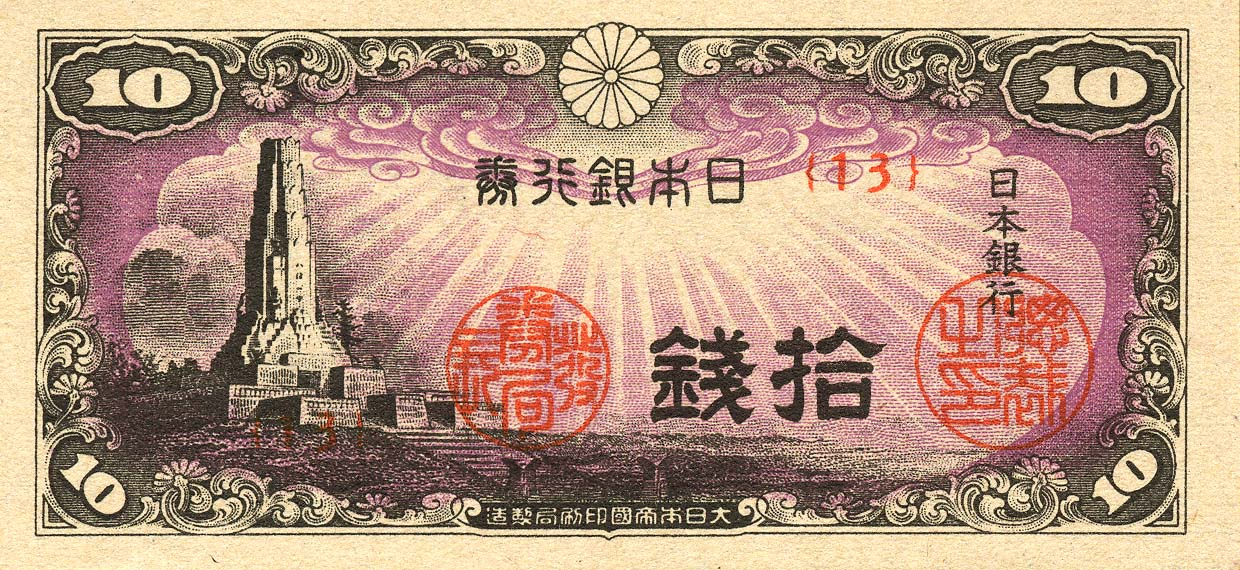
اسکناس ۱۰ سنی ژاپنی، به تصویر کشیدن برج و بنای یادبود هاکّو ایچیو در میازاکی ، اولین بار در سال ۱۹۴۴ منتشر شد

هاکّو ایچیو (به ژاپنی: 八紘一宇) «هشت طناب تاج، یک سقف» اشاره به «همهٔ جهان زیر یک سقف» یک شعار در امپراتوری ژاپن به معنی حق الهی امپراتوری ژاپن برای متحد کردن هشت گوشه جهان یا سلطه جهانی بود. این شعار از جنگ دوم چین و ژاپن تا جنگ جهانی دوم مورد توجه بود و در جریان یک سخنرانی نخست‌وزیر ژاپن، فومیمارو کونوئه در ۸ ژانویه ۱۹۴۰ بسیار محبوب شد.

## زمینه

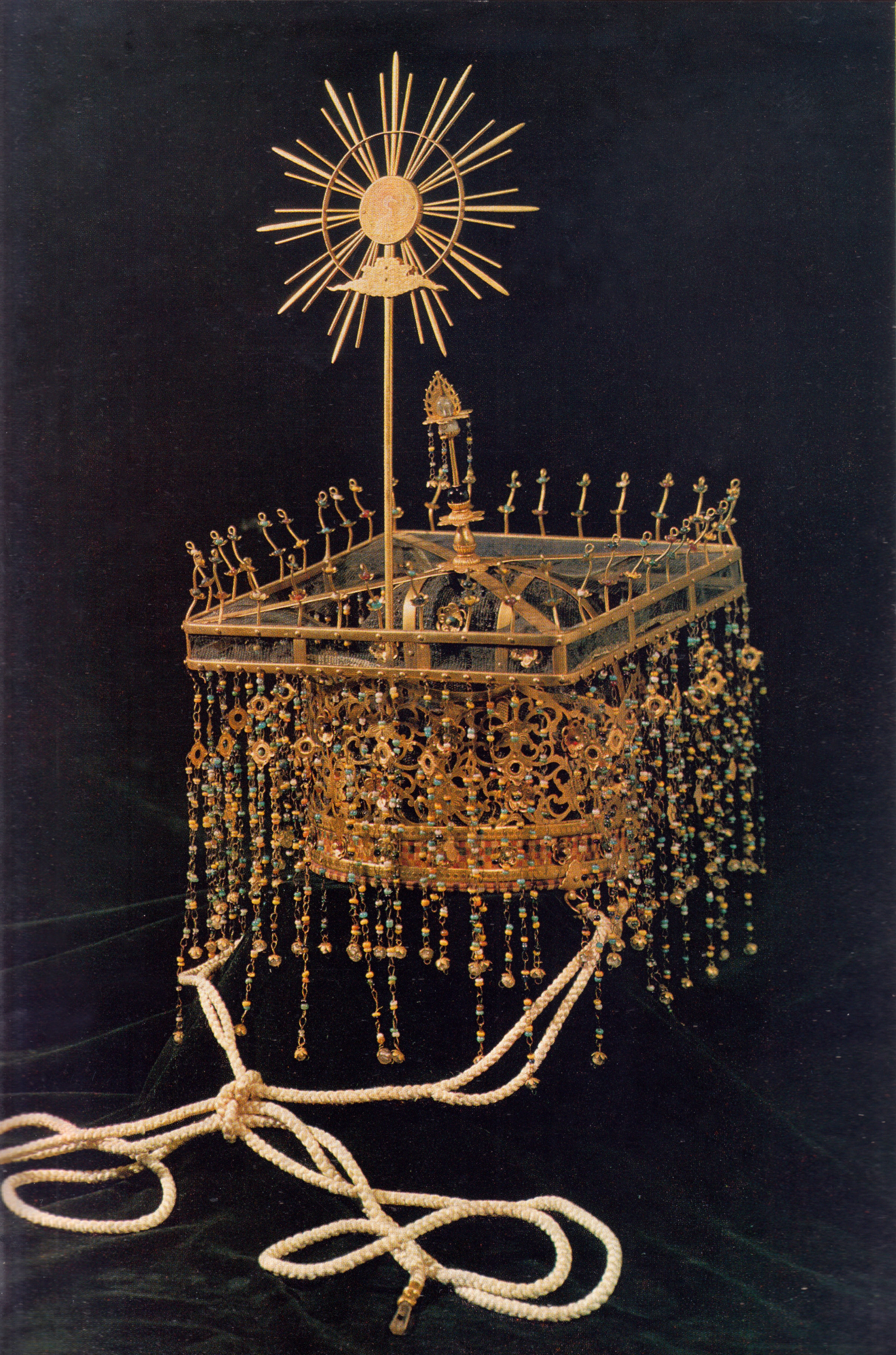
بنکان یا تاج سلطنتی امپراتور کومی(۱۸۳۱–۱۸۶۷)

این اصطلاح در اوایل قرن بیستم توسط آیین بودایی نیچیرن و ملی‌گرای بودایی معروف تاناکا چیگاکو ساخته شد. آن‌ها این شعار را بر اساس آنچه در نیهون‌شوکی برای امپراتور جینمو نخستین پادشاه در هنگام معراج، گفته شده بود ساختند.
جملات کامل امپراتور جینمو چنین بود:
من هشت سوی جهان را پوشش می‌دهم و آن‌ها را منزل خود خواهم کرد.
اصطلاح هاکّو (八 紘)، به معنای «هشت طناب تاج» (طناب‌های تاج، تزئیناتی آویزان هستند که در «بنکان» (冕 冠)، تاجی سنتی به سبک چینی، به کار برده می‌شد)، استعاره ای برای هاپّیو یا هشت سو است.
تاناکا چیگاکو جمله منسوب به جینمو را تفسیر کرد به این معنا که حکومت امپراتوری به‌طور الهی منسوب شده تا زمانی که تمام جهان را متحد کند، گسترش یابد. در حالی که تاناکا این نتیجه را ناشی از رهبری اخلاقی امپراتور ژاپن می‌دانست، بسیاری از پیروان او علی‌رغم آگاهی برخی روشنفکران از مفاهیم و واکنش‌های ذاتی ملی‌گرایانه این اصطلاح، در نگرش خود کمتر برداشت صلح‌طلبانه از این مفهوم داشتند.

## منشأ

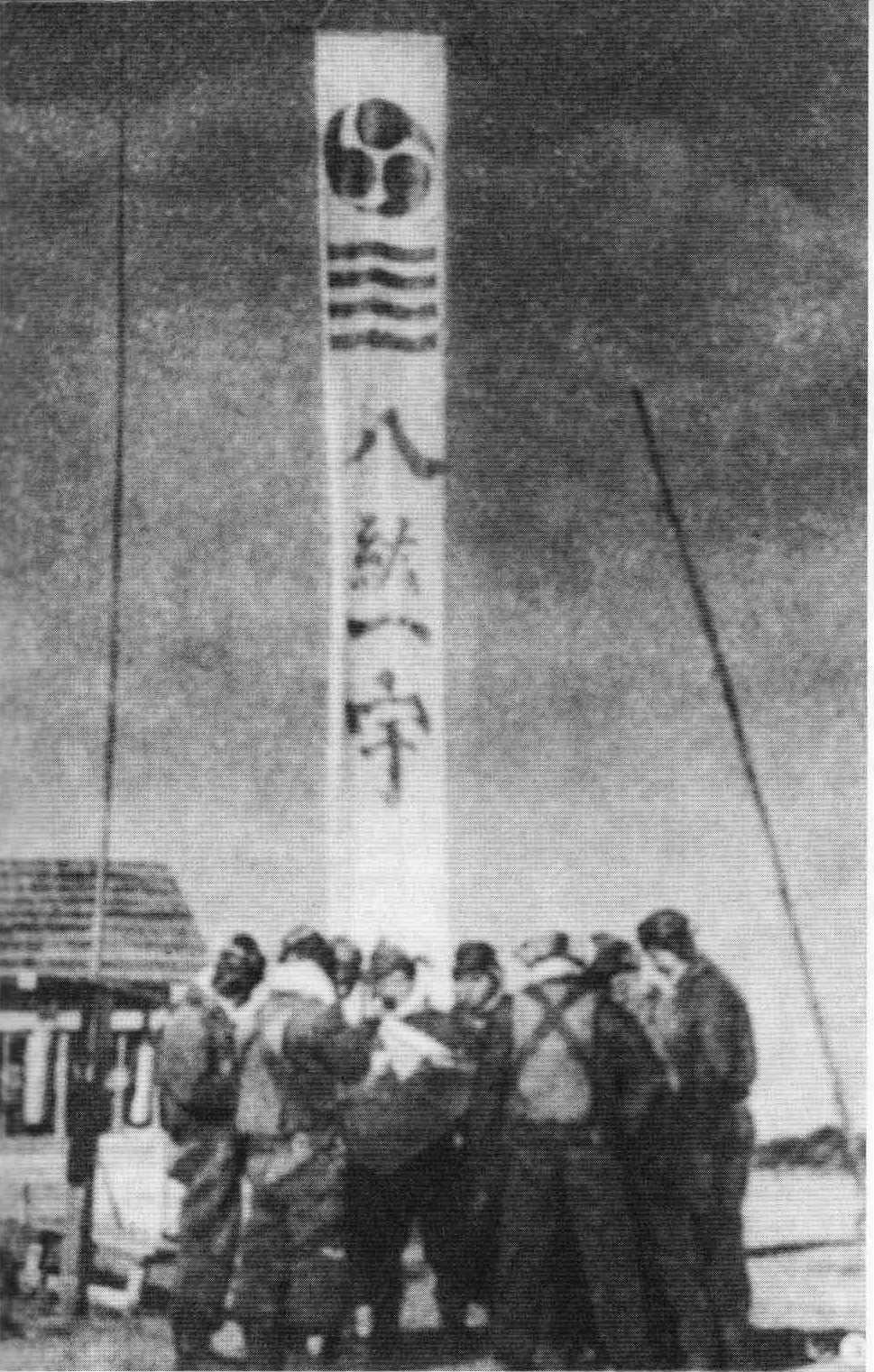
پرچم هاکو ایچیو در جنگ اقیانوس آرام

ژاپنی‌ها به قدری در کشورهای غربی از تبعیض نژادی در رنج بودند که در سال ۱۹۱۹ ژاپن یک لایحه به نام پیشنهاد برابری نژادی را در کنفرانس صلح پاریس پیشنهاد داد. پیشنهاد آنها مورد حمایت اکثریت قرار گرفت اما توسط وودرو ویلسون وتو شد، و این نقض قوانین کنفرانس در مورد آرای اکثریت بود. در سال ۱۹۲۴، کنگره آمریکا قانون محرومیت آسیایی یا لایحه مهاجرت ۱۹۲۴ را تصویب کرد و مهاجرت از آسیا را غیرقانونی اعلام کرد.
تأثیر اقتصادی بحران مالی دوره شووا و رکود بزرگ در دهه ۱۹۳۰، منجر به تجدید حیات جنبش‌های ملی‌گرایی، نظامی‌گری و توسعه‌طلبی شد. امپراتور هیروهیتو و دوران سلطنت وی با کشف مجدد هاکّو ایچیو به عنوان عنصری توسعه‌طلبانه از باورهای ملی‌گرایانه ژاپن مرتبط شد.
اصطلاح هاکّو ایچیو وارد گردش عمومی نشد تا اینکه در سال ۱۹۴۰، زمانی که دولت دوم کونوئه اوراق سفید با عنوان «سیاست اساسی ملی» (国策 要 綱 Kihon Kokusaku Yōkō) را منتشر کرد، که با کلمات هاکّو ایچیو آغاز می‌شد، و در آن نخست‌وزیر کونوئه اعلام کرد که هدف اصلی سیاست ملی ژاپن برقراری صلح جهانی مطابق با روحیه ای است که ملت ما در آن بنیان نهاده شده و اولین قدم اعلام نظم جدید در شرق است. (東 亜 新 秩序 Tōa Shin Chitsujo)، که بعداً به عنوان حوزه سعادت مشترک آسیای شرقی بزرگ درآمد. در بزرگوارترین شکل، این اصطلاح برای نشان دادن ساختن یک برادری جهانی است که توسط دودمان یاماتو با فضیلت منحصر به فرد اجرا می‌شود. از آنجا که این امر مردم را تحت خیرخواهی پدرانه امپراتور ژاپن قرار می‌داد، استفاده از نیرو در برابر کسانی که مقاومت می‌کردند توجیه شد. ژاپنی‌ها علاوه بر این پروژه‌های زیادی را برای اثبات حمایت از برابری نژادی انجام دادند. به عنوان مثال، در ۶ دسامبر ۱۹۳۸، شورای پنج وزیر (نخست‌وزیر فومیمارو کونوئه، وزارت جنگ ژاپن، ایتاگاکی سیشیرو، وزارت نیروی دریایی (ژاپن)، یونای میتسوماسا، وزارت امور خارجه، هاچیرو آریتا و وزیر دارایی ایکدا شیگه‌آکی)، که بالاترین شورای تصمیم‌گیری در آن زمان بود، تصمیم به منع اخراج یهودیان از ژاپن، منچوری و جمهوری چین (۱۹۴۹–۱۹۱۲) را گرفت. پس از آن، ژاپنی‌ها علی‌رغم مخالفت متحد آلمان نازی پناهندگان یهودی را پذیرفتند.

## جنگ جهانی دوم

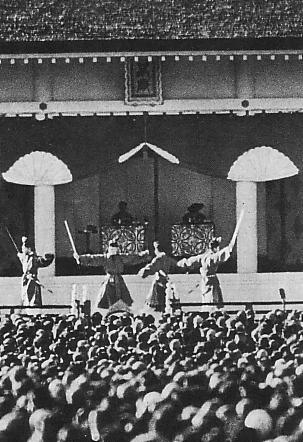
امپراتور شووا و امپراتریس ژاپن ناگاکو به عنوان ریاست جشن، در جشن دو هزار و ششصدمین سال به تخت نشستن جینمو در سال ۱۹۴۰

همزمان با طولانی شدن جنگ دوم چین و ژاپن، دولت ژاپن برای حفظ روحیه جنگ به‌طور فزاینده ای به سرمایه معنوی این کشور روی آورد.
در این زمان برای توصیف درگیری و جنگ فعلی به عنوان «جنگ مقدس» (聖戦, seisen)، به‌طور فزاینده‌ای تلاش برای فراهم کردن زمینه‌سازی و پیشینه‌سازی مقدس، در مطبوعات ژاپن صورت گرفت. در سال ۱۹۴۰، انجمن حمایت از قانون امپراتوری برای پشتیبانی سیاسی از جنگ ژاپن در چین راه‌اندازی شد.
در سال ۱۹۴۰، اصطلاح هاکّو ایچیو گسترش عمومی پیدا کرد و جشن دو هزار و ششصدمین سال امپراتوری ژاپن برگزار شد و داستان‌ها بیان کردند که جینمو، با یافتن پنج نژاد در ژاپن، همه آنها را «برادران یک خانواده» کرده‌است.

### اهداف تبلیغاتی
همانند خواسته‌های آلمان نازی از سیاست لبنسراوم، تبلیغات ژاپنی از محبوس شدن در آب‌های خانه خود شکایت داشت. هاکو ایچیو، «آوردن هشت گوشه جهان زیر یک سقف»، رنگ و بویی مذهبی به موضوع اضافه کرد.
لبنسراوم یکی از ایده‌های سیاسی مهم آدولف هیتلر و از مولفه‌های پراهمیت ایدئولوژی حزب نازی بود که در خدمت سیاست‌های توسعه‌طلبانه آلمان نازی قرار گرفت و هدفش ارائه فضای اضافی برای رشد جمعیت آلمان و دستیابی به خودکفایی اقتصادی بود. توجیهی که ناسیونالیست‌های آلمانی، ایتالیایی و ژاپنی برای سیاست‌های ستیزه‌جویانه خود می‌آورند، این است که لبنسراوم ندارند. لبنسراوم در زبان آلمانی به معنای «فضای زندگی» است. کشورهای آنها جمعیت نسبتاً زیادی دارد. طبیعت در برابر این کشورها دست‌تنگی کرده و از این رو به واردات مواد غذایی و مواد خام از کشورهای دیگر وابسته‌اند. باید تولیدات خود را برای پرداخت بهای این واردات بسیار حیاتی صادر کنند، اما سیاست‌های حمایت‌گرایانه کشورهایی که مازاد غذا و مواد خام دارند، مرزشان را به روی ورود تولیدات کارخانه‌ای می‌بندد.
دکترین لبنسراوم ملت‌هایی که خود را «ندار» می‌خوانند، بر این نکته تأکید می‌کند که در آمریکا و استرالیا میلیون‌ها هکتار زمین بی‌استفاده وجود دارد که از خاک نازا و بی‌آب‌وعلفی که کشاورزان کشورهای فقیر در آنها بیل می‌زنند، بسیار حاصلخیزتر است. به همین ترتیب، شرایط طبیعی برای معدن‌کاری و تولید نیز در این کشورها بسیار مطلوب‌تر از وضعیت در کشورهای فقیر است، اما دهقانان و کارگران آلمان، ایتالیا و ژاپن از دستیابی به این مناطق که طبیعت با آنها مهربان و گشاده‌دست بوده، محروم مانده‌اند. قوانین مهاجرت کشورهایی که جمعیت نسبتاً کمتری دارند، جلوی مهاجرت این کارگران و دهقانان را می‌گیرد. این قوانین تولید نهایی نیروی کار را بالا می‌برد و از این راه نرخ دستمزد را در کشورهای کم‌جمعیت افزایش و در کشورهای پرجمعیت کاهش می‌دهد. بهای استاندارد بالای زندگی در آمریکا و انگلستان را کاهش استاندارد زندگی در کشورهای شلوغ اروپا و آسیا می‌پردازد.
ناسیونالیست‌های آلمانی، ایتالیایی و ژاپنی می‌گویند که متجاوزین واقعی، کشورهایی‌اند که به میانجی موانع تجاری و مهاجرتی، سهم بزرگی از غنای طبیعی زمین را از آن خود کرده‌اند. آیا خود پاپ نگفته که ریشه اصلی جنگ‌های جهانی، «خودپرستی سرد و حسابگرانه‌ای است که دوست دارد مواد و منابع اقتصادی را که مقدر است همه از آنها بهره گیرند، به گونه‌ای در دستان خود نگه دارد که ملت‌هایی که طبیعت با آنها بخیل‌تر بوده، به آنها دسترسی نداشته باشند»؟ جنگی که آتشش را هیتلر، موسولینی و هیروهیتو برافروختند، از این دیدگاه جنگی موجه و عادلانه بود، چه تنها هدفش این بود که چیزی را به ندارها بدهد که به میانجی حق طبیعی و الهی‌شان متعلق به آنها است.
پس از اعلان جنگ ژاپن به متفقین در دسامبر ۱۹۴۱، دولت‌های متفقین چندین فیلم پروپاگاندا با استناد به هاکو ایچیو به عنوان مدرکی مبنی بر قصد ژاپنی‌ها برای حکومت جهانی تولید کردند.
در بخشی از تلاش‌های جنگی، ژاپنی‌ها، در پروپاگاندای ژاپن در جنگ دوم چین و ژاپن و جنگ جهانی دوم در عباراتی مانند "آسیا برای آسیایی ها!" در مورد نیاز برای آزادسازی کشورهای آسیایی از دست قدرت‌های امپریالیستی تأکید کردند. با وجود اینکه چینی‌ها کمک بیشتری از اتحاد جماهیر شوروی دریافت کرده بودند، دلیل اصلی عدم پیروزی در جنگ دوم چین و ژاپن بهره‌برداری انگلیس و آمریکا از مستعمرات جنوب شرقی آسیا دانسته شد.
در برخی موارد، جمعیت‌های محلی هنگام حمله نیروهای ژاپنی و بیرون راندن بریتانیا، فرانسه و سایر قدرت‌های استعماری از ژاپنی‌ها استقبال می‌کردند.

## عواقب

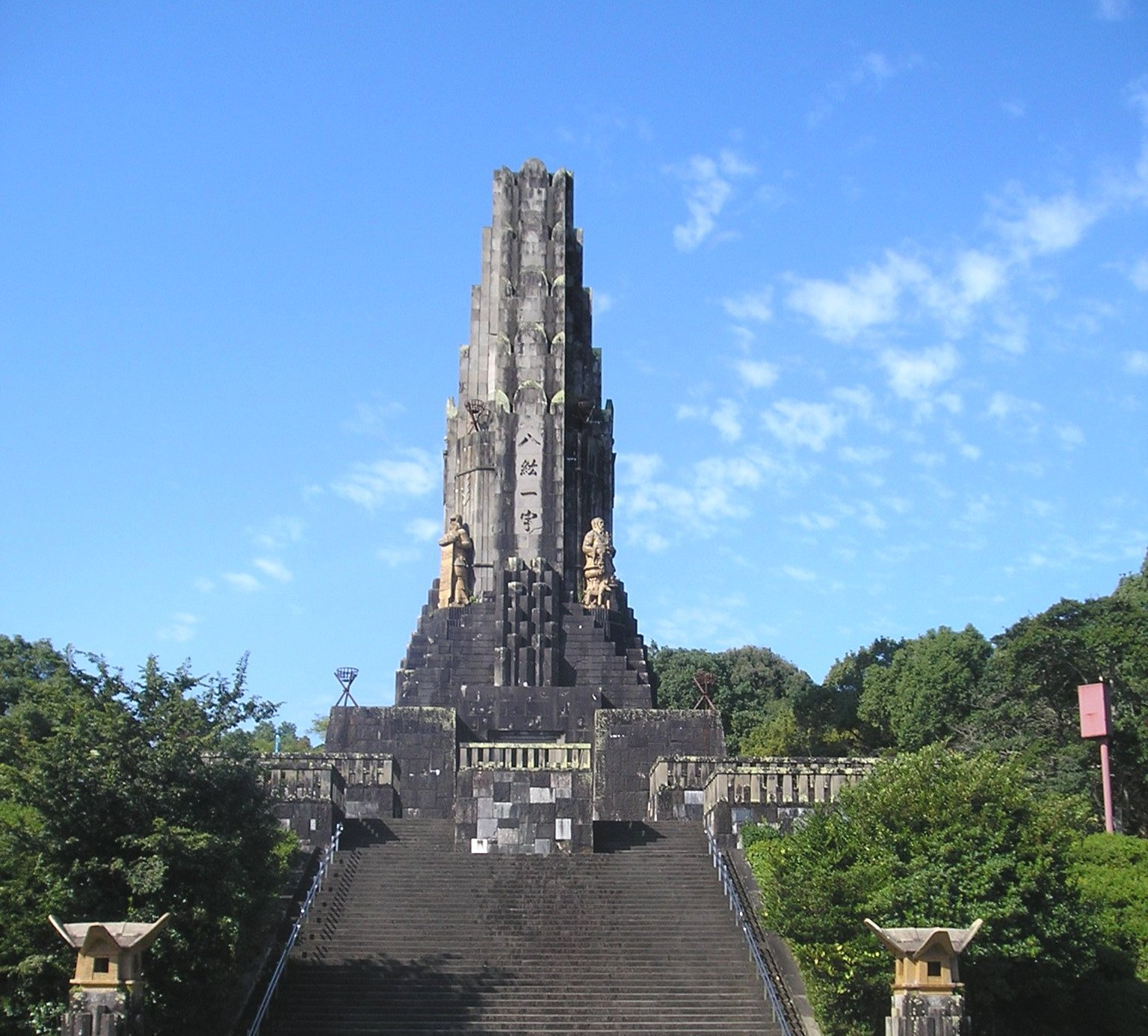
بنای یادبود هاکو ایچیو در پارک هیوادای

از زمان پایان جنگ اقیانوس آرام، برخی شعار هاکو ایچیو را به عنوان بخشی از زمینهٔ تجدیدنظرطلبی تاریخی مورد توجه قرار دادند. بنای یادبود هاکو ایچیو در پارک هیوادای در سال ۱۹۵۸ به «هیوا نو تویو» (برج صلح) (平和 の 塔) تغییر نام یافت و هم‌اکنون نیز پابرجاست. نوشته «هاکو ایچیو» در این برج پس از شکست ژاپن با اصرار ارتش ایالات متحده از آن حذف شد. این برج محل آغاز مشعل بازی‌های المپیک تابستانی ۱۹۶۴ بود. پس از المپیک، که همزمان با علاقه جهانیان به خانواده امپراتوری ژاپن بود، انجمن گردشگری محلی با موفقیت از استان میازاکی درخواست کرد تا خط کانجی «هاکو ایچیو» را دوباره بر روی برج به نمایش بگذارد.